# HMS Ameer (D01)
Авіаносець «Емір» (англ. HMS Ameer (D01)) — ескортний авіаносець США часів Другої світової війни типу «Боуг» (2 група, тип «Ameer»/«Ruler»), переданий ВМС Великої Британії за програмою ленд-лізу.

## Історія створення
Авіаносець «Емір» був закладений 18 липня 1942 року на верфі «Seattle-Tacoma Shipbuilding Corporation» під назвою «USS Baffins (CVE-35)». Спущений на воду 18 жовтня 1942 року. Переданий ВМС Великої Британії, вступив у стрій під назвою «Емір» 20 липня 1943 року.

## Історія служби
Після вступу у стрій «Емір» використовувався як навчальний авіаносець. У червні-липні 1944 року він перейшов в Коломбо, де увійшов до складу британського Східного флоту. З липня по грудень 1944 року авіаносець здійснював супровід конвоїв та пошук підводних човнів в Індійському океані.
З січня 1945 року і до завершення війни «Емір» брав участь у бойових діях біля берегів Бірми, Суматри, Нікобарських та Андаманських островів. У квітні-травні 1945 року корабель пройшов ремонт в Кейптауні, після капітуляції Японії підтримував висадку десантів в Малайї.
17 січня 1946 року авіаносець «Емір» був повернутий США, де 20 березня того ж року був виключений зі списків флоту і переобладнаний на торгове судно «Robin Kirk». У 1969 році корабель був розібраний на метал на Тайвані.